# Stenocereus chacalapensis
Stenocereus chacalapensis är en kaktusväxtart som först beskrevs av Bravo och T. Macdoug., och fick sitt nu gällande namn av Franz Buxbaum. Stenocereus chacalapensis ingår i släktet Stenocereus och familjen kaktusväxter. Inga underarter finns listade i Catalogue of Life.